# Sútor
Sútor (in ungherese: Szútor) è un comune della Slovacchia facente parte del distretto di Rimavská Sobota, nella regione di Banská Bystrica.